# Cocculina casanica
Cocculina casanica är en snäckart som beskrevs av Dall 1919. Cocculina casanica ingår i släktet Cocculina och familjen Cocculinidae. Inga underarter finns listade i Catalogue of Life.